# سیستم پایگاه داده ناهمگن
یک سیستم پایگاه داده ناهمگن یک سیستم خودکار (یا نیمه خودکار) برای یکپارچه سازی سیستم های مدیریت پایگاه داده ناهمگن و نامتجانس است تا اطلاعات را توسط یک رابط پرس و جو واحد و یکپارچه به کاربر ارائه دهد.
سیستم های پایگاه داده ناهمگن (HDB) مدل های محاسباتی و پیاده سازی نرم افزاری هستند که یکپارچه سازی پایگاه داده ناهمگن را ارائه می دهند.  

## مشکلات یکپارچه سازی پایگاه داده ناهمگن
این مقاله شامل جزئیات سیستم های مدیریت پایگاه داده توزیع شده (که گاهی اوقات به عنوان سیستم های پایگاه داده فدرال شناخته می شود) نمی باشد.

### ناهمگونی فنی
فرمت های مختلف فایل ، پروتکل های دسترسی، زبان های پرس و جو و غیره اغلب ناهمگونی نحوی از نقطه نظر داده نامیده می شود.

### ناهمگونی مدل داده
به معنی روش های مختلف نمایش و ذخیره داده های مشابه می باشد.تجزیه جدول ممکن است متفاوت باشد، نام ستون ها (برچسب های داده ها) ممکن است متفاوت باشد (اما معنایی یکسان داشته باشد)، طرح های رمزگذاری داده ها ممکن است متفاوت باشد (به عنوان مثال، آیا مقیاس اندازه گیری به طور صریح در یک زمینه گنجانده شود یا باید در جای دیگری ذکر شود). همچنین به عنوان ناهمگونی شماتیک نیز نامیده می شود.

### ناهمگونی معنایی
داده ها در پایگاه های داده تشکیل دهنده ممکن است مرتبط اما متفاوت باشند. مثلا یک سیستم پایگاه داده باید بتواند داده های ژنومی و پروتئومی را یکپارچه کند. اگرچه آنها به هم مرتبط هستند - یک ژن ممکن است چندین محصول پروتئینی داشته باشد - اما داده ها متفاوت است (توالی نوکلئوتیدی و توالی اسیدهای آمینه ، یا توالی اسید آمینه  آبدوست یا آب گریز و اسیدهای آمینه با بار مثبت یا منفی). ممکن است راه های زیادی برای نگاه کردن به مجموعه داده های معنایی مشابه، اما متمایز وجود داشته باشد.
همچنین ممکن است از سیستم خواسته شود دانش "جدید" را به کاربر ارائه دهد. ممکن است روابط بین داده ها بر اساس قوانین مشخص شده در هستی شناسی های دامنه استنتاج شود.

## همچنین ببینید
- بزرگ داده
- سیستم خبره
- دانش محور
- هستی شناسی